# منصة صواريخ متنقلة

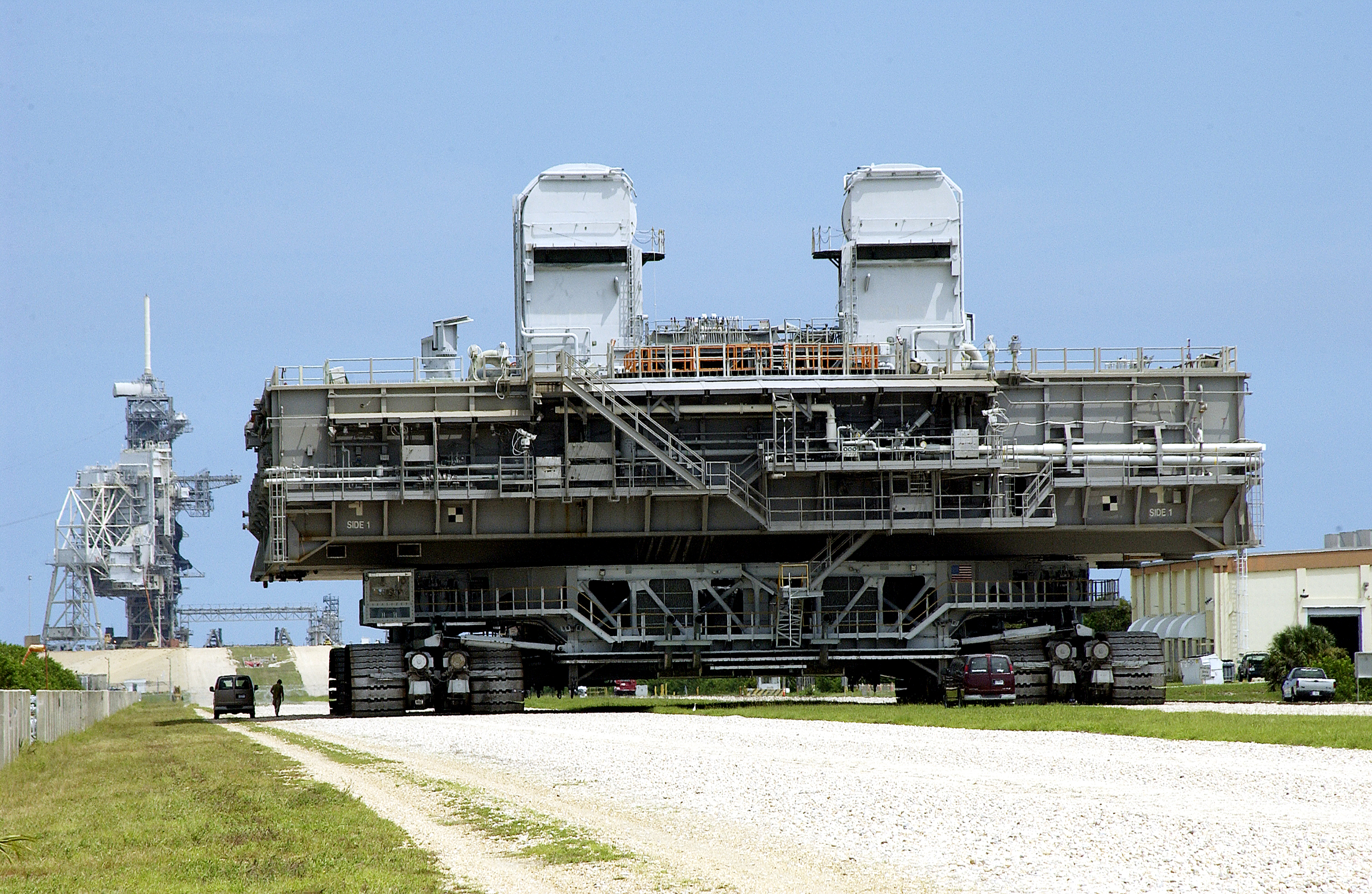

منصة صواريخ متنقلة (بالإنكليزية: Mobile Launcher Platform)، وهي عبارة عن هيكل فولاذي مُصمم لحمل ودعم مركبات الإطلاق للفضاء خلال مراحل البناء المختلفة، وإلى أن تُطلق للفضاء: أثناء عمليات تجميع المركبة بحظيرة الصواريخ، وأثناء نقلها إلى   منصات الإطلاق.
يرجع تاريخ استخدام منصات الصواريخ المتنقلة إلى المفهوم المسمى «تركيب-نقل-إطلاق» والمُتبَع في البنية التحتية التي استُخدمت في إطلاق الصاروخ تيتان-3، واستُخدمت هذه المنصة أيضًا في برنامج أبوللو الفضائي خلال البعثات التي أُطلقت من مجمع الإطلاق رقم 39. استُخدمت هذه المنصة بنفس تصميمها الأصلي في مجمعات الإطلاق رقم 39، و40، و41. واستمر مجمع الإطلاق رقم  41 ورقم 39 بي في استخدام منصات مشتقة من نفس تصميم هذه المنصة.

## منصة الصواريخ المتنقلة بناسا
استُخدمت ثلاث منصات متنقلة منذ عام 1967 وإلى عام 2011، بمجمع الإطلاق رقم 39  لدعم مركبات الإطلاق الخاصة بوكالة ناسا، وسوف تُستخدم هذه المنصة أيضًا بمركبات الإطلاق التجارية. أُنشئت منصات الصواريخ المتنقلة، التي كانت تسمى سابقًا بالمُطلِقات المتنقلة، بغرض نقل وإطلاق الصاروخ ساتورن 5 في بعثات برنامج أبوللو الفضائي للهبوط على القمر خلال سيتنيات وسبعينيات القرن الماضي. تحتوي كل منصة صواريخ متنقلة، في تصميمها الأصلي، على منفذ واحد لخروج عوادم محركات الصاروخ ساتورن 5. تتميز هذه المنصة أيضًا ببرج إطلاق متصل بالصاروخ (LUT) يصل ارتفاعه 120 مترًا، وتمتد منه تسعة أذرع لتتصل بالصاروخ لإجراء عمليات التحضير والصيانة على منصة الإطلاق، وتنفصل هذه الأذرع عن الصاروخ لتدلى بعيدًا أثناء الإطلاق. 
أُجري عدد من التعديلات على بعض المكونات الأساسية بالمنصة المتنقلة، عقب انتهاء برنامج أبوللو، لتكون ملائمةً لإطلاق المكوك الفضائي. أُزيلت أبراج الإطلاق المتصلة بالصاروخ من المنصتين المتنقلتين رقم 1، ورقم 2. بقيت بعض الأجزاء من هيكل برج الإطلاق قائمةً على منصتي الإطلاق رقم 39 إيه، ورقم 39 بي. وتُسمى هذه الهياكل حاليًا باسم «هياكل الخدمة الثابتة (أف أس أس)». أُزيل برج الإطلاق عن المنصة المتنقلة رقم 3، وفُكك ليُخزَّن بالمنطقة الصناعية في مركز كينيدي للفضاء. فشلت الجهود المبذولة للحفاظ على أبراج الإطلاق خلال تسعينيات القرن الماضي، وأُلغيت بسبب عدم توفر التمويل المناسب لها.
أُجري المزيد من التعديلات على منصة الصواريخ المتنقلة خلال عصر المكوك الفضائي، وذلك بالإضافة لإزالة أبراج الإطلاق عنها، إذ أُضيفت ساريتان خلفيتان للخدمة (تي أس أم) على جانبي منافذ خروج عوادم المحركات الرئيسية للمكوك الفضائي. يوجد بكل سارية، التي يبلغ طولها 9.4 متر، خطوط الإمداد التي تُزود الخزان الخارجي للمكوك الفضائي بالهيدروجين السائل، والأكسجين السائل، بالإضافة إلى عدد من الموصلات الكهربية والمشاعل المستخدمة لحرق أي أبخرة هيدروجينية محيطة بموقع الإطلاق قبل تشغيل المحركات الرئيسية مباشرةً.
استُخدمت الفتحة الأصلية بالمنصة المتنقلة، التي كانت تستخدم لإخراج عوادم محركات ساتورن 5، في إخراج عوادم محركات المكوك الرئيسية. وأُضيف منفذان إضافيان بالمنصة لإخراج عوادم المعززين الصاروخيين المُعلقين على الخزان الخارجي للمكوك. 
أُجريت عملية تركيب مكونات المكوك الفضائي على منصة الصواريخ المتنقلة في 8 أجزاء باستخدام براغٍ ضخمة، إذ تُثبت أربعة براغٍ منها عند النهاية السفلية لكل معزز صاروخي. ثُبتت هذه البراغي باستخدام عزقات (صمولات) سهلة الكسر على أن تُفجر هذه العزقات قبل تشغيل محركات المعززين الصاروخيين مباشرةً لتحرير منظومة المكوك الفضائي عن المنصة أثناء الإطلاق.

### الوصف
يبلغ الوزن الفارغ لكل منصة متنقلة من هذه المنصات نحو 3730000 كيلوغرام، ويصل وزنها إلى 5000000 كيلوغرام عند تثبيت المكوك الفضائي عليها قبل ملء خزانه بالوقود، وتبلغ أبعاد هذه المنصة 49 متر × 41 متر بارتفاع 7.6 متر. تُحمل هذه المنصة على متن زحافة نقل مجنزرة (CT)، والتي تبلغ أبعادها 40 متر × 35 متر بارتفاع 6.1 متر. يبلغ الوزن الفارغ لكل زحافة مجنزرة نحو 3000000 كيلوغرام، وتصل سرعتها القصوى عند تحميل المنصة عليها إلى 1.6 كيلومتر في الساعة، ويوجد بها نظام لضبط مستوى الصاروخ ليجعله محافظًا على وضعه العمودي على متن الزحافة عندما تصعد على الممر المنحدر المؤدي إلى منصة الإطلاق، والذي تبلغ درجة انحداره 5%. تُزود كل زحافة بمحركي ديزل بقوة 2750 حصان، أي ما يعادل 2050 كيلو واط.
صُممت هذه المنصات لتواكب إستراتيجية وكالة ناسا في عمليات التركيب العمودي للصواريخ ثم نقلها على هذا الوضع إلى منصات الإطلاق. تسمح إستراتيجية التركيب العمودي للصواريخ بجعل المركبة الفضائية في وضع الإطلاق المباشر، وبالتالي تُمكن ناسا من الاستغناء عن خطوة إضافية لرفع الصاروخ أو المركبة من الوضع الأفقي إلى الوضع العمودي على منصة الإطلاق، وهو ما يفعله المهندسون ببرنامج الفضاء السوفيتي قبل إطلاق كل رحلة فضائية.      

#### منصة الصواريخ المتنقلة رقم 1
سُميت هذه المنصة في البداية باسم المُطلِق المتنقل-3 (أم أل-3)، وتعتبر هذه المنصة أحد المنصات الثلاثة التي استُخدمت بمجمع الإطلاق رقم 39. وأُطلقت بعثات للصاروخ ساتورن 5 والمكوك الفضائي من هذه المنصة بين عامي 1969 إلى 2009. 
حولت ناسا مجمع الإطلاق رقم 39 بي ليدعم بعثات المركبة الفضائية أوريون، وذلك عقب انتهاء برنامج المكوك الفضائي عام 2011 عندما أصبحت المركبة والصاروخ المُخصص لحملها في طور التصميم والاختبار. استُخدمت هذه المنصة أيضًا في إطلاق الرحلة دون المدارية للصاروخ آريس-1 إكس، في دعم عمليات تجميع وإطلاق الصاروخ. وكان من المُقدَّر لرحلة الصاروخ أريس-1 واي أن تُطلق من نفس المنصة قبل إلغائها.
أُزيل عدد من الأجزاء القابلة للاستخدام من هذه المنصة، عقب آخر بعثة للمكوك الفضائي «إس تي إس-135»، وخُزنت في مبنى تجميع المركبات، مع عدم وجود أي خطط لإعادة استخدام هذه المنصة مرةً أخرى.

#### منصة الصواريخ المتنقلة رقم 2
سُميت هذه المنصة في البداية باسم المُطلِق المتنقل 2 (أم أل-2)، وتعتبر أحد المنصات الثلاثة التي استُخدمت بمجمع الإطلاق رقم 39. استُخدمت هذه المنصة في بعثات الصاروخ ساتورن 5، خلال أواخر ستينيات وأوائل سبعينيات القرن الماضي، ثم استُخدمت بعد ذلك في بعثات المكوك الفضائي. 
استُخدمت هذه المنصة، عقب الانتهاء من بنائها، في إطلاق البعثة غير المأهولة  أبوللو 6، ثم استُخدمت بعد ذلك في إطلاق ثلاث بعثات مأهولة للبرنامج: أبوللو-9، وأبوللو-12، وأبوللو-14. استُخدمت هذه المنصة بعد ذلك في إطلاق المحطة الفضائية سكاي لاب على متن الصاروخ ساتورن 5 عام 1973.
وأصبحت هذه المنصة، عقب إطلاق محطة سكاي لاب، ثاني منصة متنقلة تحولها ناسا لتُستخدَم بواسطة المكوك الفضائي. فُكك برج الإطلاق وأُعيد تجميعه جزئيًا ليتحول إلى هيكل الخدمة الثابت (أف أس أس) بمجمع الإطلاق رقم 39 بي، وأُجريت بعض التعديلات على قاعدة المنصة لتلائم أماكن المحركات الخاصة بالمكوك الفضائي. أُعيدت تسمية المنصة بعد ذلك من اسمها الأول إلى اسم «منصة الصواريخ المتنقلة رقم 2 (MLP-2)».

#### منصة الصواريخ المتنقلة رقم 3
سُميت هذه المنصة في البداية باسم المطلق المتنقل 1 (أم أل-1)، وتعتبر أحد المنصات الثلاثة التي استُخدمت بمجمع الإطلاق رقم 39. استُخدمت هذه المنصة في أواخر ستينيات وأوائل سبعينيات القرن الماضي لإطلاق الصاروخين ساتورن 5 وساتورن 1 بي، ثم استُخدمت بعد ذلك في إطلاق بعثات المكوك الفضائي. وستُستخدم هذه المنصة في إطلاق صاروخ أوميغا (Omega) الخاص بشركة نورثروب غرومان عام 2021.
استُخدمت هذه المنصة لأول مرة في إطلاق أول رحلة للصاروخ ساتورن 5، وهي الرحلة أبوللو-4 التي كانت أول رحلة تُطلق من مجمع الإطلاق رقم 39. وبعدها استُخدمت المنصة في إطلاق رحلتين مأهولتين ببرنامج أبوللو: أبوللو-8، وأبوللو-11. عُدلت المنصة عندما قررت ناسا نقل إطلاق الصاروخ ساتورن 1 بي من مجمع الإطلاق رقم 34 إلى المجمع 39 بي، إذ أُضيف هيكل جديد بالمنصة سُمي ميلكستول (Milkstool)، وهو ما سمح للصاروخ ساتورن 1 بي أن يستخدم نفس برج الإطلاق المصمم للصاروخ الأكبر ساتورن 5. أُطلقت ثلاث بعثات مأهولة لمحطة سكاي لاب باستخدام هذه المنصة المُعدلة، بالإضافة إلى بعثة مشروع أبوللو-سويوز التجريبي.
كانت هناك حملة لإعادة بناء برج الإطلاق، والحفاظ عليه باعتباره نصبًا تذكاريًا لبرنامج أبوللو الفضائي، وذلك قبل التخلص من البرج في عام 2004. احتفظت ناسا بأحد أجزاء البرج، وهو الذراع المُخصص لدخول الطاقم إلى مركبة أبوللو، ويُعرض هذا الذراع الآن في مجمع زوار مركز كينيدي للفضاء في الطابق العلوي من متجر الهدايا.
أصبحت هذه المنصة المسماة بالمُطلِق المتنقل 1، عقب مهمة إطلاق محطة سكاي لاب، آخر منصة متنقلة تحولها ناسا لتُستخدم في بعثات المكوك الفضائي. فُكك برج الإطلاق وخُزن مع هيكل «ميلكستول» بعد تفكيكه أيضًا، ثم عُدلت المنصة لتلائم أماكن محركات المكوك الفضائي. وأُعيدت تسمية المنصة من اسمها الأول إلى اسم «منصة الصواريخ المتنقلة رقم 3 (أم أل بّي-3)».
بدأت المنصة أم أل بّي-3 في العمل منذ عام 1990، واستُخدمت في 29 مهمة للمكوك الفضائي. وتعتبر هذه المنصة الأقل استخدامًا بين المنصات الثلاثة. 

#### نظام كبح الصوت بالماء
كان من الواضح، بعد بدء ناسا في استخدام هذه المنصات مع المكوك الفضائي، أنها يمكن أن تُعرض المكوك أو الطاقم للخطر بفعل احتمالية ارتداد موجات الصدمة الصوتية الضخمة من المنصة إلى جسم المكوك أثناء الإطلاق. وكانت هذه الاحتمالية قائمةً أيضًا مع إطلاق ساتورن 5 من نفس المنصة، ولكن كان الخطر أقل بسبب موضع مركبة أبوللو البعيد جدًا عن محركات الصاروخ، إذ توجد المركبة عند قمته على ارتفاع 111 مترًا. ولكن كان طاقم المكوك الفضائي، بالإضافة إلى حمولة المكوك، معرضين لخطر شديد من ارتداد هذه الموجات الصوتية، إذ يصل ارتفاع المكوك لنصف ارتفاع الصاروخ ساتورن تقريبًا ما يجعل الطاقم في موضع أقرب للمنصة.
وقررت ناسا استخدام بطانة من المياه المتدفقة أسفل المنصة قبل إطلاق كل بعثة للمكوك لمنع هذا الخطر. تبدأ هذه البطانة المائية قبل تشغيل المحركات بنحو 6.6 ثانية، وتستخدم ناسا برجًا مائيًا بسعة 1100000 لتر عند موقع الإطلاق ليبدأ في ضخ المياه عبر خطوط من الأنابيب وإلى منافذ إخراج عوادم المحركات بالمنصة. بعد ذلك، تُستخدم ستة أبراج بطول 3.7 متر في رش الماء على المنصة وأسفلها عند الخنادق المخصصة لعكس اللهب الناتج عن المحركات. تمتص المياه جزءًا من القوى المدمرة للموجات الصوتية، وتخفف من خطر نشوب أي حرائق يمكن أن تنتج بفعل العوادم الصاروخية أسفل المنصة. يُفرِغ نظام ضخ المياه، والمعروف أيضًا بـ«نظام كبح الصوت بالماء» الخزان الموجود عند منصة الإطلاق في 41 ثانية تقريبًا. وتعتبر السحب البيضاء الضخمة التي تحيط بالمكوك أثناء إطلاقه أبخرةً مائية رطبة، وليست أدخنةً كما يظنها البعض، وهي ناتجة حرارة العوادم الصاروخية التي تُبخر هذه البطانة المائية الضخمة. يخفف هذا النظام من حدة الصوت المسموع إلى 142 ديسيبل تقريبًا.